# Nombre de Hartmann
El nombre de Hartmann (Ha), és un paràmetre adimensional de fluids, ja siguin gasos o líquids. Es defineix com la relació entre la viscositat i el magnetisme induïdes per forces de fricció, i té un paper important en la magnetohidrodinàmica.
El nombre de Hartmann és la relació entre la força electromagnètica i la força viscosa. Va ser introduït pel físic danès Julius Hartmann (1881-1951).

## Definició
El nombre de Hartmann es defineix com:
{\displaystyle {\it {Ha}}=B\cdot L_{c}\cdot {\sqrt {\frac {\sigma }{\mu }}}}
on:
- {\displaystyle B} és la inducció magnètica
- {\displaystyle L} és la longitud característica
- {\displaystyle \sigma } és la resistivitat
- {\displaystyle \mu } és la viscositat